# 1045-ös busz
Az 1045-ös jelzésű autóbuszvonal távolsági autóbuszjárat Budapest és Kékestető között, melyet a Volánbusz Zrt. lát el.

## Közlekedése
Naponta három járatpár közlekedik.
A járat menetideje Kékestetőig 1 óra 55 perc, Budapestig 2 óra, útvonalának hossza Kékestető felé 95,8 km, Budapest felé 96,9 km.

## Megállóhelyei
| 0  | Budapest, Stadion autóbusz-pályaudvar végállomás | 15 | 1, 1A 73, 75, 77, 80 95, 130, 195 396, 397, 398, 399, 400, 402, 410, 411, 412, 413, 414, 415, 422, 424, 430, 432, 434, 435, 436, 437, 438, 439, 440, 441, 442, 485, 486 1020, 1021, 1024, 1031, 1034, 1040, 1044, 1046, 1049, 1050, 1051, 1052, 1053, 1054, 1055, 1060, 1066, 1067, 1068, 1069, 1070, 1075, 1076, 1077, 1078                                         | Stadion autóbusz-pályaudvar Puskás Ferenc Stadion , Papp László Budapest Sportaréna |
| 1  | Budapest, Kacsóh Pongrác út                      | 14 | 1, 1A, 3, 69 74, 81, 82 25, 32, 225 396, 397, 398, 399, 400, 402, 412, 413, 414, 415, 422, 424, 432, 434, 435, 436, 437, 438, 439, 442 1020, 1021, 1024, 1031, 1034, 1040, 1044, 1046, 1049, 1050, 1051, 1052, 1053, 1054, 1055, 1066, 1067, 1068, 1069, 1076 | Mexikói út BVSC uszoda                                                              |
| 2  | Budapest, Szerencs utca                          | 13 | 96, 225, 296, 296A 396, 397, 398, 399, 400, 402, 412, 413, 414, 415, 422, 424, 432, 434, 435, 436, 437, 438, 439, 442 1020, 1021, 1024, 1031, 1034, 1040, 1044, 1046, 1049, 1051, 1052, 1053, 1054, 1055, 1066, 1067, 1068, 1069, 1076 |                                                                                     |
| 3  | Gyöngyös, toronyház                              | 12 | 411, 413, 415 1040, 1044, 1046, 1049, 1050, 1054, 1066, 1068, 1069, 1348, 1427, 1469, 1515 3448, 3602, 3604, 3612, 3650, 3652, 3670, 3671, 3675, 3676, 3697, 4602, 4653 |                                                                                     |
| 4  | Gyöngyös, autóbusz-állomás                       | 11 | 1A 411, 413, 415 1040, 1044, 1046, 1049, 1050, 1054, 1066, 1068, 1069, 1301, 1305, 1308, 1348, 1402, 1427, 1469, 1515 3445, 3448, 3471, 3492, 3602, 3604, 3610, 3612, 3650, 3651, 3652, 3655, 3656, 3660, 3661, 3662, 3663, 3664, 3665, 3666, 3670, 3671, 3673, 3675, 3676, 3677, 3678, 3680, 3681, 3685, 3688, 3691, 3693, 3694, 3696, 3697, 3698, 3699, 4602, 4653 |                                                                                     |
| ∫  | Gyöngyös, vasútállomás                           | 10 | 1A 1305 3492, 3655, 3656, 3680, 3694, 3699 személyvonat, Mátra InterRégió |                                                                                     |
| 5  | Gyöngyös, Főiskola                               | 9  | 1, 1A 1044, 1046, 1515 3471, 3492, 3604, 3651, 3655, 3656, 3662, 3664, 3673 |                                                                                     |
| 6  | Gyöngyös, Kollégium                              | 8  | 1044, 1046, 1515 3471, 3492, 3604, 3655, 3656, 3662, 3664, 3673 |                                                                                     |
| 7  | Mátrafüred, Erdész utca                          | 7  | 1044, 1046 3471, 3492, 3650, 3651, 3655, 3656, 3662, 3664, 3673, 3691, 3697 | Palóc Néprajzi Magángyűjtemény és Babakiállítás                                     |
| 8  | Mátrafüred, autóbusz-váróterem                   | 6  | 1044, 1046, 1515 3471, 3492, 3604, 3650, 3651, 3655, 3656, 3662, 3664, 3673 | Mátravasút, vendéglátó helyek, Avar Hotel                                           |
| 9  | Sástó                                            | 5  | 1044, 1046, 1515 3471, 3492, 3604, 3651, 3655, 3656 | Sástó, Oxygen Adrenalin Park, libegő                                                |
| 10 | Mátraháza, Üdülők                                | 4  | 1044, 1046, 1515 3471, 3492, 3604, 3651, 3655, 3656 |                                                                                     |
| 11 | Mátraháza, Szanatórium                           | 3  | 1044, 1046, 1515 3471, 3492, 3604, 3651, 3655, 3656 | Mátrai Gyógyintézet                                                                 |
| 12 | Mátraháza, autóbusz-állomás                      | 2  | 1044, 1046, 1515 3471, 3492, 3604, 3651, 3655, 3656 |                                                                                     |
| 13 | Mátraháza, Veronika-rét                          | 1  | 3651, 3655 | Veronika-rét, Kékestető sípálya                                                     |
| 14 | Kékestető, Mátrai Gyógyintézet végállomás        | 0  | 3651, 3655 | Mátrai Gyógyintézet, Kékes, Kékestetői tévétorony                                   |